# Championnat de Pologne de football 1978-1979
Navigation
Édition précédente Édition suivante
La saison 1978-1979 du championnat de Pologne est la cinquante-et-unième saison de l'histoire de la compétition. Cette édition a été remportée par le Ruch Chorzów, devant le Widzew Łódź.

## Les clubs participants
| Club               | Ville     |
| ------------------ | --------- |
| Arka Gdynia        | Gdynia    |
| GKS Katowice       | Katowice  |
| Gwardia Varsovie   | Varsovie  |
| Lech Poznań        | Poznań    |
| Legia Varsovie     | Varsovie  |
| LKS Łódź           | Lódź      |
| Odra Opole         | Opole     |
| Pogoń Szczecin     | Szczecin  |
| Polonia Bytom      | Bytom     |
| Ruch Chorzów       | Chorzów   |
| Sląsk Wrocław      | Wrocław   |
| Stal Mielec        | Mielec    |
| Szombierki Bytom   | Bytom     |
| Widzew Łódź        | Lódź      |
| Wisła Cracovie     | Cracovie  |
| Zagłębie Sosnowiec | Sosnowiec |

## Compétition

### Classement
| Rang | Équipe               | Pts | J  | G  | N  | P  | Bp | Bc | Diff |
| ---- | -------------------- | --- | -- | -- | -- | -- | -- | -- | ---- |
| 1    | Ruch Chorzów         | 39  | 30 | 16 | 7  | 7  | 44 | 27 | +17  |
| 2    | Widzew Łódź          | 39  | 30 | 14 | 11 | 5  | 37 | 26 | +11  |
| 3    | Stal Mielec          | 36  | 30 | 14 | 8  | 8  | 43 | 27 | +16  |
| 4    | Szombierki Bytom     | 35  | 30 | 11 | 13 | 6  | 42 | 27 | +15  |
| 5    | Odra Opole           | 34  | 30 | 14 | 6  | 10 | 42 | 28 | +14  |
| 6    | Legia Varsovie       | 33  | 30 | 10 | 13 | 7  | 32 | 28 | +4   |
| 7    | Lech Poznań          | 30  | 30 | 11 | 8  | 11 | 34 | 38 | -4   |
| 8    | GKS Katowice (P)     | 30  | 30 | 10 | 10 | 10 | 28 | 36 | -8   |
| 9    | Zagłębie Sosnowiec   | 29  | 30 | 7  | 15 | 8  | 22 | 25 | -3   |
| 10   | Śląsk Wrocław        | 29  | 30 | 11 | 7  | 12 | 23 | 27 | -4   |
| 11   | Arka Gdynia (C)      | 29  | 30 | 11 | 7  | 12 | 29 | 35 | -6   |
| 12   | ŁKS Łódź             | 26  | 30 | 9  | 8  | 13 | 30 | 36 | -6   |
| 13   | Wisła Cracovie (T)   | 26  | 30 | 9  | 8  | 13 | 42 | 43 | -1   |
| 14   | Polonia Bytom        | 24  | 30 | 9  | 6  | 15 | 23 | 39 | -16  |
| 15   | Pogoń Szczecin       | 22  | 30 | 7  | 8  | 15 | 31 | 41 | -10  |
| 16   | Gwardia Varsovie (P) | 19  | 30 | 5  | 9  | 16 | 22 | 41 | -19  |

| Légende | Légende                                                                                      |
| ------- | -------------------------------------------------------------------------------------------- |
|         | Coupe des clubs champions européens 1979-1980 (1er tour)                                     |
|         | Coupe d'Europe des vainqueurs de coupe 1979-1980 (1er tour)                                  |
|         | Coupe UEFA 1979-1980 (1er tour)                                                              |
|         | Relégué en II Liga                                                                           |
|         | (T) : Tenant du titre 1977-1978 (C) : Vainqueur de la Coupe de Pologne 1978-1979 (P) : Promu |

## Bilan de la saison
| Tableau d'Honneur |              |
| Compétition       | Vainqueur    |
| I Liga            | Ruch Chorzów |
| Coupe de Pologne  | Arka Gdynia  |

| Promotions et relégations |                                 |
| Relégués en II Liga       | Pogoń Szczecin Gwardia Varsovie |
| Promus de II Liga         | Górnik Zabrze Zawisza Bydgoszcz |

| Qualifications européennes 1979-1980   |                         |
| Coupe des clubs champions européens    | Qualifié                |
| 1er tour                               | Ruch Chorzów            |
| Coupe d'Europe des vainqueurs de coupe | Qualifié                |
| 1er tour                               | Arka Gdynia             |
| Coupe UEFA                             | Qualifiés               |
| 1er tour                               | Widzew Łódź Stal Mielec |

## Meilleurs buteurs
| # | Joueur            | Équipe         | Buts |
| - | ----------------- | -------------- | ---- |
| 1 | Kazimierz Kmiecik | Wisła Cracovie | 17   |
| 2 | Tadeusz Małnowicz | Ruch Chorzów   | 15   |
|   | Andrzej Szarmach  | Stal Mielec    | 15   |